# Herb Siler
Herb Siler (Brundidge, 3 de enero de 1935 - Miami, 25 de marzo de 2001) fue un boxeador de peso pesado. Ganó 15 peleas incluyendo 7 por knock outs y perdió 12. Inició su carrera en 1960 y se retiró en 1967. Siler perdió en contra de Muhammad Ali en 1960 por knockout en el cuarto round. En 1972 fue declarado culpable por homicidio involuntario y cumplió una condena de 7 años. Es abuelo de Brandon Siler jugador de la NFL.
| 16 Wins (7 knockouts, 9 decisions), 12 Losses (8 knockouts, 4 decisions) |         |                              |      |       |            |                                              |                                                      |
| Result                                                                   | Record  | Opponent                     | Type | Round | Date       | Location                                     | Notes                                                |
| D                                                                        | 3-1     | Moses Harrell                | UD   | 6     | 03/05/1967 | Dade County Armory, Miami, Florida           |                                                      |
| D                                                                        | 27-8-1  | Jefferson Davis              | TKO  | 3     | 03/05/1966 | Houston, Texas                               |                                                      |
| D                                                                        | 31-2    | Franco De Piccoli            | KO   | 2     | 23/01/1965 | Palasport di San Siro, Milán, Lombardía      |                                                      |
| D                                                                        | 5-0     | Roberto Davila               | KO   | 4     | 11/09/1963 | Estadio Nacional, Lima                       |                                                      |
| D                                                                        | 44-28-7 | Willi Besmanoff              | TKO  | 4     | 05/07/1963 | Jacksonville Beach, Florida                  |                                                      |
| D                                                                        | 29-4    | Ernie Terrell                | TKO  | 3     | 07/03/1963 | Little River Auditorium, Miami, Florida      |                                                      |
| G                                                                        | 6-29-1  | Jim Tillman                  | PTS  | 8     | 25/02/1963 | Jacksonville, Florida                        |                                                      |
| G                                                                        | --      | Johnny Thomas                | KO   | 2     | 21/02/1963 | Little River Auditorium, Miami, Florida      |                                                      |
| G                                                                        | 10-5-2  | Willie Gulatt                | PTS  | 6     | 15/11/1962 | Miami Beach Auditorium, Miami Beach, Florida |                                                      |
| D                                                                        | 13-20   | Ollie Wilson                 | TKO  | 4     | 09/08/1962 | Little River Auditorium, Miami, Florida      | Florida Heavyweight Title.                           |
| D                                                                        | 9-5-2   | Willie Gulatt                | SD   | 8     | 14/06/1962 | Little River Auditorium, Miami, Florida      |                                                      |
| G                                                                        | 1-1-1   | Nick Scott                   | KO   | 2     | 19/04/1962 | Little River Auditorium, Miami, Florida      |                                                      |
| D                                                                        | 23-3    | Ernie Terrell                | PTS  | 10    | 28/02/1962 | Miami Beach Auditorium, Miami Beach, Florida |                                                      |
| G                                                                        | 7-9     | Jimmy Robinson               | TKO  | 5     | 08/02/1962 | Little River Auditorium, Miami, Florida      |                                                      |
| G                                                                        | 4-12-1  | Johnny "Gorilla" Gould       | UD   | 8     | 18/01/1962 | Little River Auditorium, Miami, Florida      |                                                      |
| G                                                                        | --      | Carlos Dunston               | TKO  | 3     | 30/12/1961 | Little River, Florida                        |                                                      |
| G                                                                        | 9-4-2   | Willie Gulatt                | TKO  | 6     | 16/10/1961 | Sir John Club, Miami, Florida                | Referee stopped the bout at 1:38 of the sixth round. |
| G                                                                        | 3-15-1  | Jim Tillman                  | PTS  | 6     | 10/10/1961 | Cutler Ridge, Miami, Florida                 |                                                      |
| G                                                                        | 7-2-3   | Aaron Beasley                | TKO  | 1     | 21/09/1961 | Little River Auditorium, Miami, Florida      |                                                      |
| G                                                                        | 1-5     | Willie "The Invader" Johnson | UD   | 6     | 14/09/1961 | Little River Auditorium, Miami, Florida      |                                                      |
| G                                                                        | 1-1     | Wendell Newton               | PTS  | 6     | 14/06/1961 | Miami Beach Auditorium, Miami Beach, Florida |                                                      |
| G                                                                        | 0-7-1   | Roosevelt Luggins            | TKO  | 5     | 29/05/1961 | Sir John Club, Miami, Florida                |                                                      |
| G                                                                        | 1-0     | Wendell Newton               | PTS  | 6     | 15/05/1961 | Sir John Club, Miami, Florida                |                                                      |
| G                                                                        | 6-1-1   | Tommy Stru                   | PTS  | 6     | 01/04/1961 | Miami Beach Auditorium, Miami Beach, Florida |                                                      |
| D                                                                        | 19-0    | Tony Hughes                  | PTS  | 4     | 13/03/1961 | Miami Beach Auditorium, Miami Beach, Florida |                                                      |
| D                                                                        | 1-0     | Cassius Clay                 | TKO  | 4     | 27/12/1960 | Miami Beach Auditorium, Miami Beach, Florida |                                                      |
| G                                                                        | 5-0-1   | Tommy Stru                   | SD   | 6     | 26/10/1960 | Miami Beach Auditorium, Miami Beach, Florida |                                                      |
| D                                                                        | 12-0    | Tony Alongi                  | TKO  | 4     | 07/06/1960 | Miami Beach Auditorium, Miami Beach, Florida |                                                      |

- Datos: Q3913161